# Collegio di Leigh and Atherton
Leigh and Atherton è un collegio elettorale situato in Cumbria, nel Nord Ovest dell'Inghilterra, e rappresentato alla Camera dei Comuni del Parlamento del Regno Unito. Elegge un membro del Parlamento con il sistema first-past-the-post, ossia maggioritario a turno unico; l'attuale parlamentare è Jo Platt del Partito Laburista e Co-Operativo, che rappresenta il collegio dal 2024.

## Estensione
Il collegio è costituito dai seguenti ward del borgo metropolitano di Wigan: Astley, Atherton North, Atherton South and Lilford, Golborne and Lowton West, Leigh Central and Higher Folds, Leigh South, Leigh West, Lowton East, Tyldesley and Mosley Common e una piccola parte di Hindley Green.

## Membri del parlamento
| Elezione | Elezione | Deputato | Partito         |
| -------- | -------- | -------- | --------------- |
|          | 2024     | Jo Platt | Laburista Co-Op |

## Risultati elettorali

### Elezioni negli anni 2020
| Partito                    | Partito                                            | Candidato                  | Risultati 4 luglio 2024 | Risultati 4 luglio 2024 |
| Partito                    | Partito                                            | Candidato                  | Voti                    | %                       |
| -------------------------- | -------------------------------------------------- | -------------------------- | ----------------------- | ----------------------- |
|                            | Laburista Co-Op                                    | Jo Platt                   | 19 971                  | 48,51                   |
|                            | Reform UK                                          | George Woodward            | 11 090                  | 26,94                   |
|                            | Conservatore                                       | Michael Winstanley         | 6 483                   | 15,75                   |
|                            | Verde                                              | Amelia Jones               | 1 653                   | 4,02                    |
|                            | Lib Dem                                            | Stuart Thomas              | 1 597                   | 3,88                    |
|                            | Democratici Inglesi                                | Craig Buckley              | 376                     | 0,91                    |
|                            |                                                    |                            |                         |                         |
| Iscritti                   | Iscritti                                           | Iscritti                   | 79 978                  | 100,00                  |
| ↳ Votanti (% su iscritti)  | ↳ Votanti (% su iscritti)                          | ↳ Votanti (% su iscritti)  | 41 170                  | 51,48                   |
| ↳ Astenuti (% su iscritti) | ↳ Astenuti (% su iscritti)                         | ↳ Astenuti (% su iscritti) | 38 808                  | 48,52                   |
|                            |                                                    |                            |                         |                         |
|                            | Esito: collegio a Laburista Co-Op (nuovo collegio) |                            |                         |                         |